# Lewis Travis
Lewis Travis (ur. 16 października 1997 w Whiston) – angielski piłkarz, występujący na pozycji pomocnika w Blackburn Rovers, którego jest kapitanem.

## Kariera

### Blackburn Rovers
Travis dołączył do szeregów Blackburn w 2014 po odejściu z akademii Liverpoolu. Pierwszy profesjonalny kontrakt podpisał w wieku 19 lat.
W sierpniu 2017 Travis zaliczył swój profesjonalny debiut w meczu EFL Trophy przeciwko Stoke City U21. 27 kwietnia 2019 strzelił swojego pierwszego ligowego gola w porażce 2-1 przeciwko Norwich City.
28 września 2021, w porażce 3-2 przeciwko Huddersfield Town, Travis po raz pierwszy został wybrany kapitanem drużyny. Było to spowodowane kontuzją ówczesnego kapitana, Darragha Lenihana. Po odejściu Lenihana do Middlesbrough w lecie 2022, Travis został oficjalnie wybrany kapitanem Blackburn na sezon 2022–23.

#### Wypożyczenie do Ipswich Town
5 stycznia 2024 Travis dołączył do ligowych rywali Blackburn – Ipswich Town na zasadzie wypożyczenia do końca sezonu. W Ipswich rozegrał 9 meczów EFL Championship, pomagając klubowi ukończyć sezon na 2. miejscu w tabeli, tym samym awansując do Premier League pierwszy raz od 22 lat.

#### Powrót do Blackburn
Po połowie sezonu w Ipswich Travis powrócił do Blackburn, gdzie został ponownie wybrany na kapitana przez nowego menedżera klubu – Johna Eustace’a.